# Luis Héctor Villalba
Luis Héctor Villalba (11 de outubro de 1934) é um cardeal argentino, atual Arcebispo-emérito de Tucumán.

## Biografia
Ingressou no Seminário de Buenos Aires, em 1952, depois de ganhar o título de mercantille peritus nas escolas estaduais. Em 1961, ele obteve licenciatura em teologia e história eclesiástica na Pontifícia Universidade Gregoriana, de Roma.
Foi ordenado padre em 24 de setembro de 1960, pelo cardeal Antonio Caggiano, arcebispo de Buenos Aires, na Capela do Seminário Metropolitano de Buenos Aires. Em 1967, foi nomeado prefeito do Seminário Maior e professor na Faculdade de Teologia da Pontifícia Universidade Católica da Argentina. Em 1968, ele se tornou o primeiro diretor do Instituto de Vocações San José, onde foram preparados os aspirantes ao sacerdócio da Arquidiocese para os cursos de filosofia e teologia. De 1969 a 1971, ele foi reitor da Faculdade de Teologia e em 1972, foi nomeado pároco de Santa Rosa de Lima, em Buenos Aires.
Nomeado bispo-auxiliar de Buenos Aires em 20 de outubro de 1984, foi consagrado como bispo-titular de Ofena em 22 de dezembro, pelo cardeal Juan Carlos Aramburu, arcebispo de Buenos Aires, assistido por Arnaldo Clemente Canale, bispo-titular de Cabarsussi, e por Carmelo Juan Giaquinta, bispo-titular de Zama Minore. Foi transferido para a Diocese de San Martín em 16 de julho de 1991.
Promovido a arcebispo metropolitano de Tucumán em 8 de julho de 1999 e tomou posse canônica em 17 de setembro. Recebeu o pálio do Papa João Paulo II em 29 de junho de 2000, na Basílica de São Pedro. Na Conferência Episcopal da Argentina, ele foi o primeiro vice-presidente por dois mandatos consecutivos (2005-2008 e 2008-2011), enquanto que o presidente era o arcebispo de Buenos Aires, o cardeal Jorge Mario Bergoglio. Anteriormente, ele foi presidente da Comissão Episcopal para a Catequese e do membro da Comissão para o Apostolado dos Leigos. Foi administrador apostólico de Santiago del Estero, de agosto de 2005 a maio de 2006. Renunciou ao governo pastoral da Arquidiocese de Tucumán em 10 de junho de 2011, por idade.
Em 4 de janeiro de 2015, o Papa Francisco anunciou a sua criação como cardeal, no Consistório Ordinário Público de 2015. Foi criado cardeal-presbítero de São Jerônimo em Corviale, recebendo o barrete e o anel cardinalício em 14 de fevereiro.